# 하나하나둘
《하나하나둘》은 매주 수요일 고은이 다음 웹툰에서 연재하는 웹툰이다.